# 숍스카 샐러드
숍스카 샐러드(불가리아어: шопска салата 숍스카 살라타)는 불가리아의 샐러드이다. 발칸반도 및 인접한 비셰그라드 지역에서 널리 즐겨 먹는다. 불가리아 국기의 흰색, 초록색, 붉은색을 나타내는 음식이며, 불가리아의 국민 음식 가운데 하나로 여겨진다.

## 이름
불가리아어 "숍스카(шопска)"는 "쇼플루크의" 라는 뜻의 형용사 "숍스키(шопски)"의 여성형 단수 형태이다. "살라타(салата)"는 "샐러드"를 뜻한다. "숍스카 살라타"는 "쇼플루크식 샐러드"라는 뜻이다.
지역에 따라 숍스카 살라타(마케도니아어·불가리아어·세르비아어: шопска салата, 몬테네그로어·보스니아어·크로아티아어: šopska salata), 숍스카 솔라타(슬로베니아어: šobska solata), 살라터 쇼페(알바니아어: sallatë shope), 살라터 불거레아스커(루마니아어: salată bulgărească→불가리아 샐러드), 숍스커 셜라터(헝가리어: sopszka saláta), 숍스키 살라트(체코어: šopský salát), 숍스키 샬라트(슬로바키아어: šopský šalát), 사와트카 숍스카(폴란드어: sałatka szopska) 등으로 불린다.

## 만들기
채소로는 오이, 토마토, 피망, 양파 등이 쓰인다. 홍피망의 경우 직화로 겉을 태운 후 껍질을 벗겨 사용한다. 파슬리를 넣기도 한다. 채소를 작게 깍둑썰어 소금으로 간하고, 샐러드 접시에 붉은색(토마토, 홍피망), 초록색(오이, 청피망), 흰색(양파) 순으로 쌓는다. 채소를 켜켜이 쌓은 다음에는 치즈 강판에 시레네를 갈아 맨 위에 뿌린다. 마지막으로 해바라기씨유(또는 올리브유) 드레싱을 부어 낸다. 식초를 추가하는 경우도 있다. 주로 라키야와 함께 전채로 먹는다.

## 사진

불가리아 국기
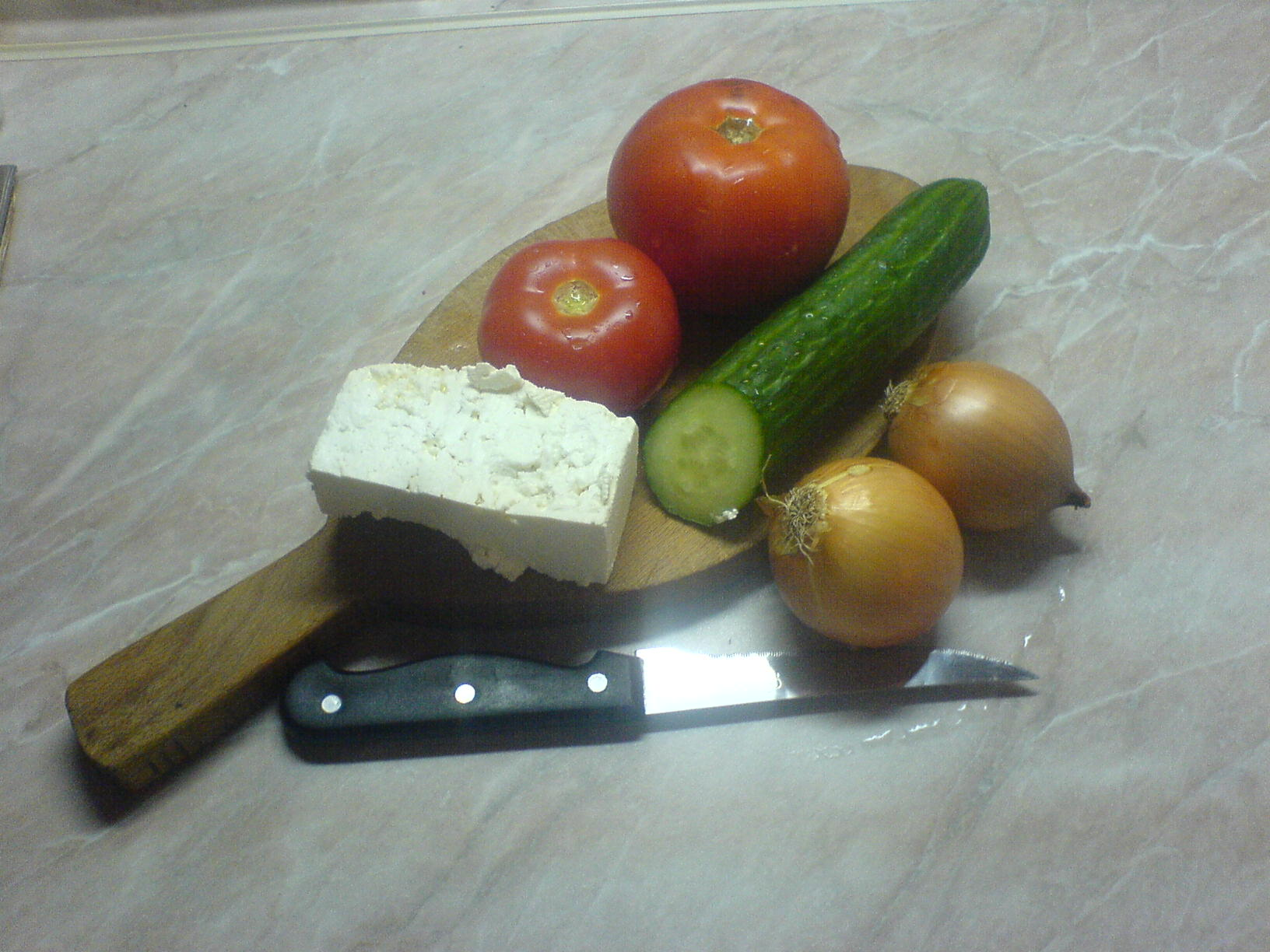
숍스카 샐러드 재료

## 같이 보기
- 초반 샐러드
- 호리아티키 샐러드